# عصبة اليسار الثوري الفلسطيني
عصبة اليسار الثوري الفلسطيني حركة فلسطينية. في عام 1969 اندمجت المنظمة في الجبهة الديمقراطية لتحرير فلسطين.